# تپه کارند چال
تپه کارند چال در شهرستان قزوین، بخش رودبارشهرستان، روستای کارند چال واقع شده و این اثر در تاریخ ۱۱ شهریور ۱۳۸۲ با شمارهٔ ثبت ۹۷۸۷ به‌عنوان یکی از آثار ملی ایران به ثبت رسیده است.